# Citi Bike

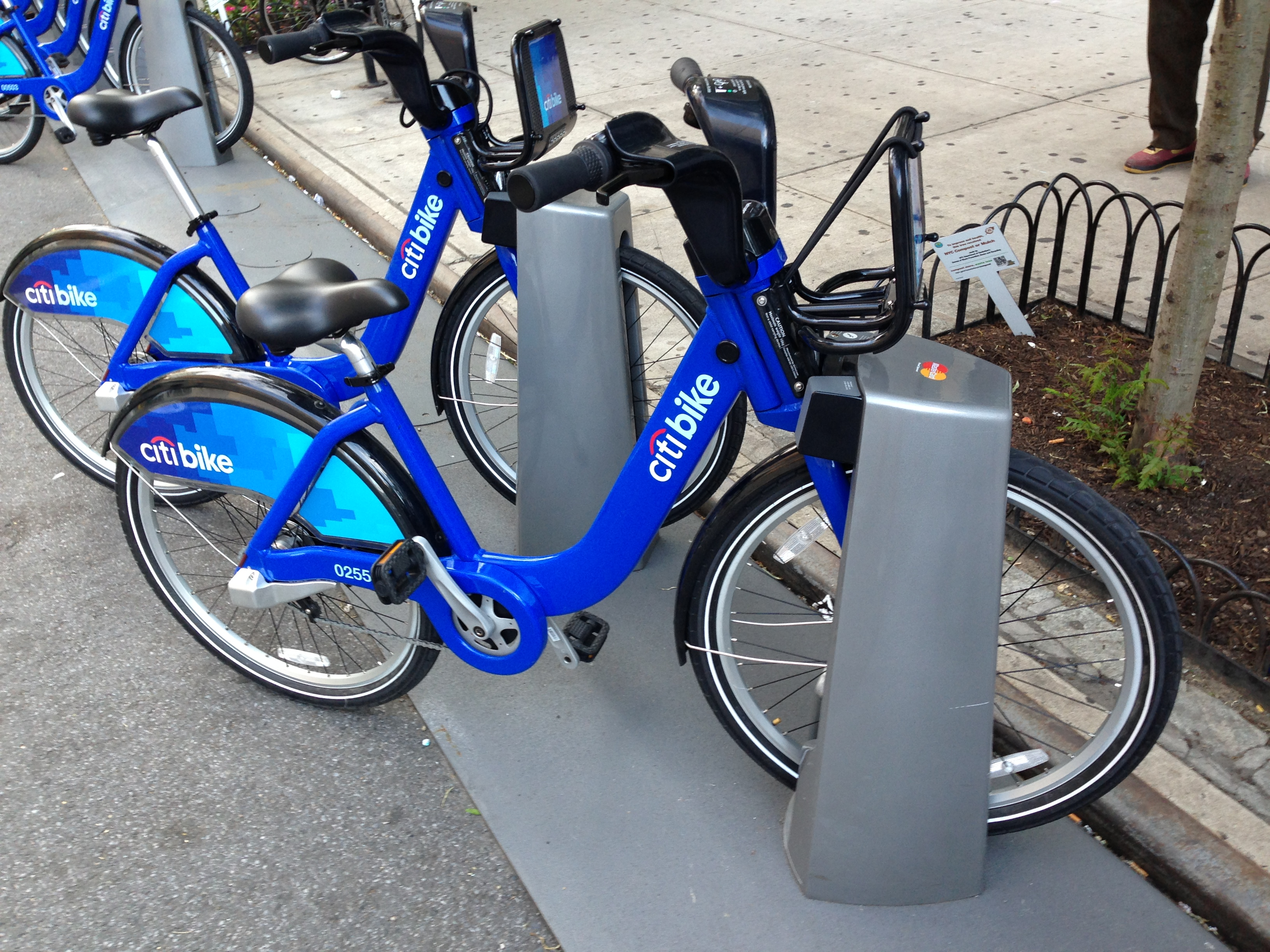
Citi Bike使用的藍色腳踏車

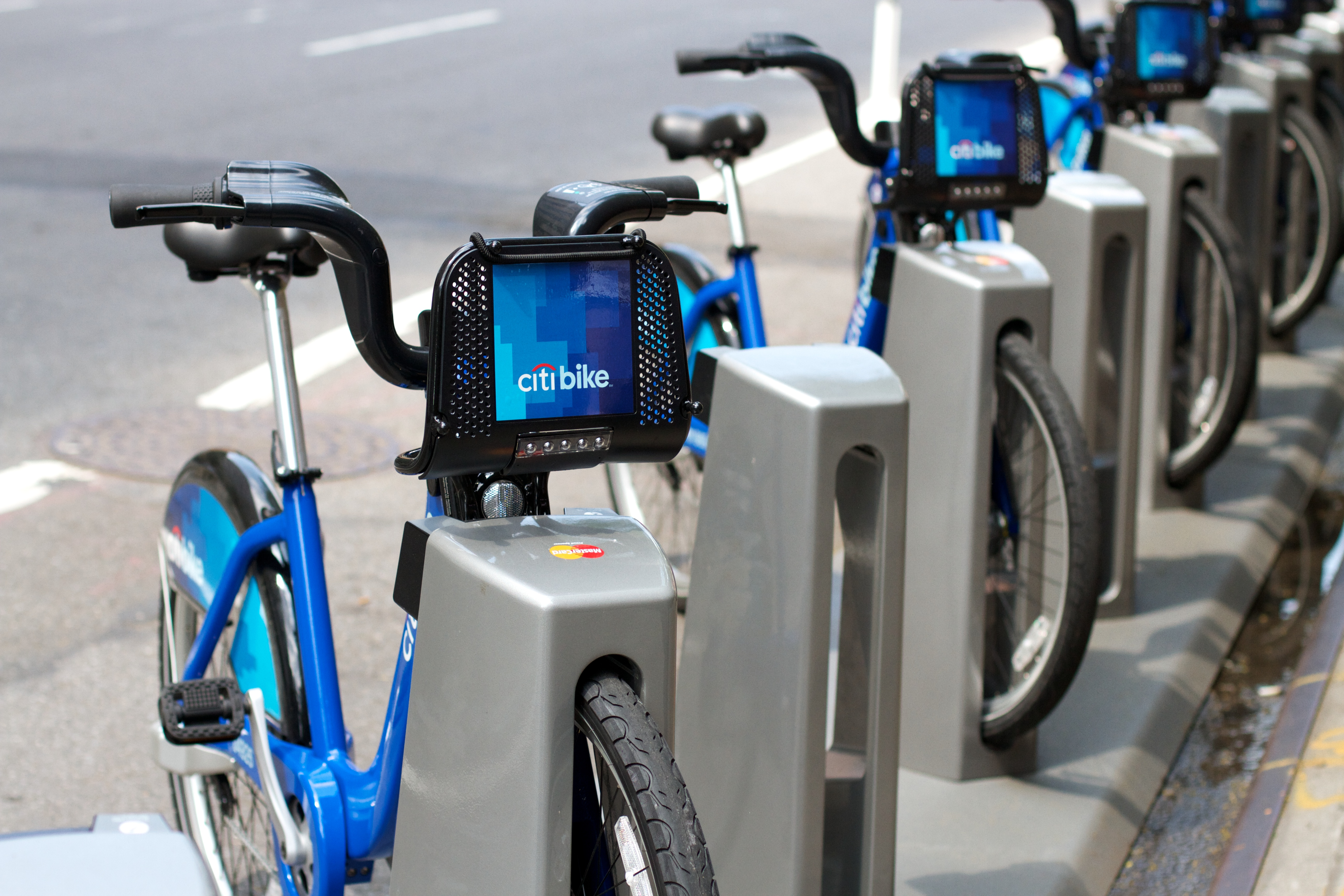
Citi Bike的停車柱

Citi Bike是一個紐約市的私有營利公共自行車系統。在2013年5月27日正式營運，是美國最大的公共自行車系統。
2011年Alta Bicycle Share公司獲選負責執行並營運這項計劃，該公司使用了與加拿大蒙特婁Bixi公共自行車相同的技術。這項計劃原定在2012年7月完成，但由於系統軟體問題造成了第一次的延誤，之後又因為颶風珊迪造成倉庫內的自行車損毀而二度延期。
第一階段的營運共計投入了6,000台自行車，330個駐車站分佈在曼哈頓59街以南，和布魯克林的大西洋大道 (紐約市)以東與諾斯特蘭大道以西。
之後的第二階段預計將自行車數量擴展至10,000台以上，超過600個駐車站將設立在曼哈頓79街以南、數個布魯克林和皇后區的街區中。有一部分的當地居民抱怨周邊的駐車站不足，而也有些居民反對在住家附近設立駐車站。
這套公共自行車系統以花旗集團命名，該集團在未來的五年將支付4,100萬美元，成為最大的贊助商。紐約市政府並未投資任何款項在這套系統上。

## 命名
Citi Bike的名称有两层意思。Citi是计划赞助商花旗银行（CitiBank）的名字。同时，Citi和英文中“城市（city）”一词的读音相同。所以CitiBike的中文译名既可以是“花旗单车”，也可以是“城市单车”。

## 資料來源
1. ↑  .   [2013-05-29]. （原始内容存档于2012-05-10）.
2. 1 2 3  . WABC TV.   [2013-05-27]. （原始内容存档于2013-09-26）.
3. ↑  Haughney, Christine. . New York Times. 2011-09-14  [2011-11-11]. （原始内容存档于2011-10-25）.
4. ↑  4 days ago. . Velomondial.blogspot.com. 2011-09-14  [2012-01-15]. （原始内容存档于2012-01-19）.
5. ↑  Bike Share Delayed until Spring New York Times, 2012-08-18
6. ↑  New York Bike-Share Program Delayed Until March, Mayor Says （页面存档备份，存于） by Esmé E. Deprez, Bloomberg News, 2012-08-17
7. ↑  The Drama Behind the Bike Share Delay by Cody Lyon, Gotham Gazette, 2012-08-22
8. ↑  Bike Share Launches for Riders with Annual Memberships 的存檔，存档日期2013-06-18., NY1, 2013-05-27
9. ↑  Initial Rollout to Skip Part of Brooklyn （页面存档备份，存于） by Stephen Miller, Streetsblog.org, 2013-03-28
10. ↑  .   [2013-06-08]. （原始内容存档于2012-09-13）.
11. ↑  Bronx Cyclists wonder whether they will get City Bike （页面存档备份，存于）, by Patrick Wall. 2013-05-08, dnainfo.com
12. ↑  Residents Fight Citi Bike Program （页面存档备份，存于） The Real Deal New York Real Estate, 2013-05-08
13. ↑  Citibank Pays to Put Name on Shared Bikes （页面存档备份，存于）, NY Times, 2012-05-07
14. ↑  .   [2013-06-08]. （原始内容存档于2013-09-26）.

## 外部連結
- Citi Bike （页面存档备份，存于）
- CitiBike：花旗银行的纽约营销策略 （页面存档备份，存于）